# Ammoniak
Ammoniak is een anorganische verbinding van stikstof en waterstof met als brutoformule NH3. De structuur van de verbinding is niet vlak, maar neemt als gevolg van het vrij elektronenpaar op stikstof een trigonaal piramidale moleculaire geometrie aan. Het molecuul is uitgesproken polair. In het menselijk lichaam komt ammoniak voor in de lever, waar het ontstaat als tussenproduct bij de afbraak van eiwitten; het teveel aan stikstof in het lichaam wordt in de vorm van ureum via de nieren afgevoerd.
Ammoniak is bij kamertemperatuur een kleurloos, giftig gas met een karakteristieke, sterk prikkelende geur. Het gas is niet alleen in zeer grote hoeveelheden (tot wel 33 massa%) in water oplosbaar, maar reageert ook met water:
{\displaystyle {\ce {NH3 + H2O <=> NH4+ + OH^-}}}
Deze oplossing staat bekend als ammonia (het is te koop in supermarkten – een 2% oplossing heeft een pH van 11,5) en is basisch, omdat er naast ammoniumionen (NH4+) tevens OH− ionen worden gevormd. Deze vorming van NH4+ gaat altijd met de vorming van evenveel OH− gepaard. De oplosreactie in water is eveneens een schoolvoorbeeld van een zuur-basereactie.

## Productie

### Synthese
Ammoniak wordt industrieel geproduceerd door hydrogenering van stikstof uit de lucht onder hoge druk en temperatuur met hulp van een katalysator (Haber-Boschproces).
{\displaystyle {\ce {N2 + 3 H2 -> 2 NH3}}} {\displaystyle \ \ \ \ \Delta H_{298}^{0}=-92,2\ {\text{kJ/mol}}}
De ontwikkeling van deze katalysator vond plaats voordat er begrip over de werking van katalysatoren en de invloed op reacties bestond. Destijds (rond 1910) bestond de enige manier erin om duizenden verschillende stoffen te proberen en te kijken welke stof de beste katalysator vormde. De meest geschikte katalysator bleek ijzer te zijn. De benodigde H2 wordt meestal van methaan uit aardgas gemaakt.
Volgens een rapport van de Royal Society wordt 1,8% van de CO2-uitstoot in de wereld veroorzaakt door de productie van ammoniak. Deze emissies zouden sterk gereduceerd kunnen worden als de benodigde waterstof gemaakt zou worden door elektrolyse van water met elektriciteit uit CO2-arme bronnen.
Om de uitstoot van koolstofdioxide te verminderen, zijn er twee termen in gebruik geraakt. Voor blauwe ammoniak wordt aardgas gebruikt waarbij de CO2 grotendeels wordt afgevangen en opgeslagen. Groene ammoniak wordt gemaakt met de inzet van hernieuwbare energie. Hierbij wordt een elektrolyse-installatie ingezet die waterstof onttrekt aan water en stikstof uit de lucht haalt met een luchtsplitsingsmachine. Er zijn verschillende katalysatoren ontwikkeld voor dit proces. Waar de eerste producten nog hoge druk en temperatuur vereisten, is er inmiddels ten minste één katalysator gevonden die bij kamertemperatuur kan werken. Yara gaat in 2025  bij de kunstmestfabriek in Sluiskil in Zeeuws-Vlaanderen een faciliteit voor groene ammoniak bouwen. De elektriciteit komt uit hernieuwbare bronnen en het waterstof vervangt aardgas in het productieproces waarmee de totale emissie van CO2 met 100.000 ton op jaarbasis wordt gereduceerd. Ammoniak geproduceerd door elektrolyse zou mogelijk gebruikt kunnen worden om overtollige wind- of zonnestroom op te slaan, of als groene brandstof voor schepen.

### Productie door dieren
Ammoniak wordt ook uitgescheiden als eindproduct van de eiwitvertering door sommige waterdieren. Uit gewone, natuurlijke mest komt ook ammoniak vrij. Vooral de hydrolyse van ureum is verantwoordelijk voor de vorming van ammoniak.
{\displaystyle {\ce {(H2N)2CO + H2O -> 2 NH3 + CO2}}}

## Toepassingen
Verdunde ammoniakoplossingen worden ammonia genoemd. Deze oplossingen worden wel als schoonmaakmiddel gebruikt, bijvoorbeeld om verf af te nemen voordat er opnieuw geschilderd wordt. Vet lost namelijk goed op in de ammoniakoplossing. Daarbij is goede ventilatie essentieel. Omdat de oplosbaarheid afneemt naarmate de temperatuur toeneemt, is het niet verstandig ammonia te verhitten omdat dan het merendeel van het ammoniak uit de oplossing in de vorm van ammoniakdamp vrij zal komen.
Ook wordt ammoniak gebruikt als koelmiddel in (grotere) koelinstallaties. Deze installaties werken deels bij verhoogde druk. Ook is ammoniakgas een belangrijk halffabricaat voor de productie van kunstmest.
Cocaïnegebruikers gebruiken ammoniak om de cocaïne uit te koken tot basecoke, waarna de uitgekookte cocaïne als crack kan worden gerookt.
Ammoniak wordt, net als methanol, tevens beschouwd als een mogelijk opslagmiddel voor waterstof: zuivere waterstof kan alleen onder extreme omstandigheden opgeslagen worden (zeer hoge druk of cryogeen, −257 °C). De opslag van ammoniak in vloeibare vorm daarentegen is vergelijkbaar met lpg.

### Vloeibare ammoniak als oplosmiddel
Omdat het kookpunt bij −33 °C ligt is het niet moeilijk om met vloeibaar ammoniak te werken, hetzij bij lagere temperaturen of wat hogere drukken. Als vloeistof heeft ammoniak op water gelijkende eigenschappen omdat het molecuul een dipool heeft en ook deze moleculen onderling waterstofbruggen vormen. Toch zijn er een aantal opmerkelijke verschillen in de oplosbaarheid van verschillende stoffen tussen water en ammoniak. Alkalimetalen zoals natrium en kalium lossen gemakkelijk op en geven karakteristieke blauwe oplossingen waaruit het metaal weer te herwinnen is door verdamping van het oplosmiddel. Met water reageren deze metalen heftig. Een oplossing van lithium of natrium in vloeibare ammoniak wordt in de organische synthese gebruikt als reductor, zoals in de Birch-reductie. Bij deze reactie spelen de door ammoniak gesolvateerde elektronen een centrale rol.
Vrijwel alle fluoriden zijn onoplosbaar, maar jodiden lossen vaak goed op, zelfs bijvoorbeeld zilverjodide. Ook perchloraten, nitraten, thiocyanaten, cyaniden en nitrieten zijn meestal oplosbaar. Daarentegen zijn carbonaten, oxalaten, sulfaten, sulfieten, sulfiden, arsenaten, fosfaten, hydroxiden en oxiden in de regel onoplosbaar.

### Brandstof
Ammoniak is onder juiste omstandigheden bruikbaar als (motor)brandstof en levert daarbij geen CO2 of stikstofoxiden:
{\displaystyle {\ce {4 NH3 + 3 O2 -> 2 N2 + 6 H2O}}}
Hoewel de energiedichtheid van ammoniak een derde is van kerosine wordt gebruik als vliegtuigbrandstof overwogen vanwege de afwezigheid van {\displaystyle {\ce {CO2}}} bij verbranding.
Ook kan ammoniak gebruikt worden in een SOFC-brandstofcel.  
Hoewel de omzetting energetisch niet optimaal is (het kost alles bij elkaar een stuk meer energie om ammoniak te maken dan het bij verbranding oplevert) kan de productie van ammoniak een bijzonder nuttig gebruik van op dat moment niet verbruikbare elektrische energie zijn.

## Milieueffecten
Ammoniak speelt in het milieu een dubbelrol. Enerzijds is ammoniak (NH3) opgelost in water basisch en wordt het in de lucht in regendruppels of mist omgezet in ammoniumionen (NH4+), waarbij zuur wordt geneutraliseerd. Een deel van het zwavelzuur en salpeterzuur dat in de lucht aanwezig is, wordt op deze wijze door ammoniak geneutraliseerd. Anderzijds kunnen ammoniak en ook ammoniumionen, eenmaal neergeslagen op de bodem, door bacteriën worden omgezet in salpeterzuur dat aan de verzuring juist bijdraagt.
Het nettoresultaat van deze twee processen blijkt verzuring (toename van H+) van de bodem op te leveren. In Nederland is ongeveer 30% van de verzuring van het milieu een gevolg van ammoniak.
Ammoniak kan zowel in het water als op het land eutrofiëring veroorzaken. In oppervlaktewater kan de aanwezigheid van te veel ammoniak voor een te hoge (schadelijke) trofiegraad zorgen, net zoals door de lozing van afvalwater met een teveel aan nitraat en fosfaat. De algengroei in het water kan explosief toenemen; dit kan aan het einde van de vegetatieperiode, als de algen afsterven en gaan rotten, tot hypoxie leiden. Aangezien algen alleen maar overdag zuurstof produceren en in het donker juist zuurstof verbruiken, kan deze situatie al optreden als te veel algen 's nachts al het zuurstof aan het oppervlaktewater onttrekken. Deze eutrofiëring vindt ook plaats op het land. Nitrofiele plantensoorten (zoals akkerdistel), krijgen dan de overhand terwijl planten die op schrale gronden groeien verdwijnen. Tot slot kan het uit ammoniak ontstane nitraat het grondwater vervuilen.
De huidige overmaat aan ammoniak in het Nederlandse milieu is voor bijna 90% uit de agrarische sector (landbouw en veeteelt) afkomstig. De ammoniak ontsnapt uit de stallen of komt in de lucht terecht na bemesting van het land (emissie). Via de lucht komt het ammoniak in de bodem of het water terecht (depositie). Een vergelijkbare problematiek speelt in Bretagne, waar een grote dichtheid van veehouderijen leidt tot uitbundige algengroei in de oceaan.
Het effect van ammoniakuitstoot op de natuur kan onder andere worden gemeten aan de hand van de mate van aanwezigheid van bepaalde korstmossen.

### Verzuring
Ammoniak opgelost in water (ammonia) is basisch. Echter, ten gevolge van (langzame) oxidatie door de lucht wordt ammoniak omgezet in stikstofmonoxide. Het ontstane stikstofmonoxide wordt met behulp van zuurstof en water omgezet in salpeterzuur; er ontstaat zure regen die de bodem verzuurt.
{\displaystyle {\ce {4NH3 + 5 O2 -> 4 NO + 6 H2O}}}
{\displaystyle {\ce {2NO + O2 -> 2NO2}}}
{\displaystyle {\ce {3 NO2 + H2O -> 2 HNO3 + NO}}}
Een andere bron van verzuring en van eutrofiëring is de uitstoot van SO2 en NOx. NOx ontstaat als gevolg van een evenwichtsreactie tussen luchtstikstof (N2) en zuurstof (O2) tot NO2 als gevolg van de hoge temperatuur bij verbrandingsgassen zoals in verwarmingsketels en verbrandingsmotoren.
{\displaystyle {\ce {2 NO2 + H2O -> HNO2 + HNO3}}}

### Situatie in Nederland
Sinds eind twintigste eeuw heeft de zich steeds meer tot industriële bedrijfstak ontwikkelende veehouderij in Nederland op aandringen van de rijksoverheid inspanningen geleverd om de milieubelasting door onder andere ammoniak terug te dringen. Zo is er de verplichting gekomen lucht te zuiveren voor ze de stal verlaat en wordt drijfmest alleen nog geïnjecteerd in de bodem. Ook door het gebruik van speciale mestsilo's wordt de uitstoot beperkt. Tussen 1990 tot 2015 is de ammoniakuitstoot uit de agrarische sector dankzij dergelijke voorgeschreven maatregelen met 68 procent gedaald. Ondernemers met een bedrijf dat dicht bij een kwetsbaar gebied ligt, worden met financiële middelen gestimuleerd hun bedrijf te verplaatsen. Ook is er een beleid dat vestiging van bedrijven alleen nog toestaat in aangewezen concentratiegebieden. De vermindering lijkt echter in de eenentwintigste eeuw te stagneren. Volgens onderzoek is de stikstof-uitstoot niet verder afgenomen.